# آگوستین آلیس
آگوستین آلیس (اسپانیایی: Agustín Alayes‎؛ زادهٔ ۲۲ ژوئیهٔ ۱۹۷۸) بازیکن فوتبال اهل آرژانتین است. 

## باشگاهی
از باشگاه‌هایی که در آن بازی کرده‌است می‌توان به باشگاه فوتبال ریور پلاته، باشگاه فوتبال استودیانتس، باشگاه فوتبال بانفیلد، باشگاه فوتبال نیولز اولد بویز، و باشگاه فوتبال کولو-کولو اشاره کرد.